# Ambato La Gran Ciudad Challenger 2022 - Doppio
Diego Hidalgo e Cristian Rodríguez erano i detentori del titolo ma hanno scelto di non partecipare.
In finale Santiago Fa Rodríguez Taverna e Thiago Agustín Tirante hanno sconfitto Benjamin Lock e Courtney John Lock con il punteggio di 7–6(11), 6-3.

## Teste di serie
1. Sriram Balaji /  Jeevan Nedunchezhiyan (semifinale)
2. Boris Arias /  Federico Zeballos (semifinale)

1. Nicolás Mejía /  Roberto Quiroz (ritirati)
2. Benjamin Lock /  Courtney John Lock (finale)

## Wildcard
1. Gonzalo Bueno /  Álvaro Guillén Meza (primo turno)

1. Patricio Alvarado /  Igor Gimenez (primo turno)

## Tabellone

### Legenda
| - Q = Qualificato - WC = Wild card - LL = Lucky loser | - ALT = Alternate - SE = Special Exempt - PR = Protected Ranking | - w/o = Walkover - r = Ritirato - d = Squalificato |

|  | Primo turno | Primo turno                           | Primo turno                           | Primo turno | Primo turno |  |  | Quarti di finale | Quarti di finale                      | Quarti di finale                      | Quarti di finale               | Quarti di finale               |   |     | Semifinali | Semifinali                                 | Semifinali                                 | Semifinali                       | Semifinali                       |     |   | Finale | Finale | Finale | Finale | Finale |  |
|  |             |                                       |                                       |             |             |  |  |                  |                                       |                                       |                                |                                |   |     |            |                                            |                                            |                                  |                                  |     |   |        |        |        |        |        |  |
|  | 1           | S Balaji J Nedunchezhiyan             | S Balaji J Nedunchezhiyan             | 6           | 7           |  |  |                  |                                       |                                       |                                |                                |   |     |            |                                            |                                            |                                  |                                  |     |   |        |        |        |        |        |  |
|  |             | C March J Reis da Silva               | C March J Reis da Silva               | 2           | 63          |  |  | 1                | S Balaji J Nedunchezhiyan             | S Balaji J Nedunchezhiyan             | S Balaji J Nedunchezhiyan      | w/o                            |   |     |            |                                            |                                            |                                  |                                  |     |   |        |        |        |        |        |  |
|  |             | A Andrade T McCormick                 | A Andrade T McCormick                 | 6           | 6           |  |  |                  | A Andrade T McCormick                 | A Andrade T McCormick                 | A Andrade T McCormick          |                                |   |     |            |                                            |                                            |                                  |                                  |     |   |        |        |        |        |        |  |
|  |             | JP Ficovich M Zukas                   | JP Ficovich M Zukas                   | 3           | 2           |  |  |                  |                                       |                                       |                                |                                |   |     | 1          | S Balaji J Nedunchezhiyan                  | S Balaji J Nedunchezhiyan                  | 62                               | 4                                |     |   |        |        |        |        |        |  |
|  | Alt         | C Markes K Pannu                      | C Markes K Pannu                      | 6           | 6           |  |  |                  |                                       |                                       | S Rodríguez Taverna TA Tirante | S Rodríguez Taverna TA Tirante | 7 | 6   |            |                                            |                                            |                                  |                                  |     |   |        |        |        |        |        |  |
|  |             | M Jaziri M Zekić                      | M Jaziri M Zekić                      | 3           | 3           |  |  | Alt              | C Markes K Pannu                      | C Markes K Pannu                      | 63                             | 2                              |   |     |            |                                            |                                            |                                  |                                  |     |   |        |        |        |        |        |  |
|  |             | N Milojević D Popko                   | N Milojević D Popko                   | 6(1)        | 69          |  |  |                  | S Rodríguez Taverna TA Tirante        | S Rodríguez Taverna TA Tirante        | 7                              | 6                              |   |     |            |                                            |                                            |                                  |                                  |     |   |        |        |        |        |        |  |
|  |             | S Rodríguez Taverna TA Tirante        | S Rodríguez Taverna TA Tirante        | 7           | 7           |  |  |                  |                                       |                                       |                                |                                |   |     |            | S Rodríguez Taverna Thiago Agustín Tirante | S Rodríguez Taverna Thiago Agustín Tirante | 7                                | 6                                |     |   |        |        |        |        |        |  |
|  |             | N Álvarez J Panta                     | 7                                     | 5           | [10]        |  |  |                  |                                       |                                       |                                |                                |   |     |            |                                            | 4                                          | Benjamin Lock Courtney John Lock | Benjamin Lock Courtney John Lock | 611 | 3 |        |        |        |        |        |  |
|  | WC          | P Alvarado I Gimenez                  | 5                                     | 7           | [7]         |  |  |                  | N Álvarez J Panta                     | N Álvarez J Panta                     | N Álvarez J Panta              |                                |   |     |            |                                            |                                            |                                  |                                  |     |   |        |        |        |        |        |  |
|  | WC          | G Bueno Á Guillén Meza                | 6                                     | 65          | [9]         |  |  | 4                | B Lock C Lock                         | B Lock C Lock                         | B Lock C Lock                  | w/o                            |   |     |            |                                            |                                            |                                  |                                  |     |   |        |        |        |        |        |  |
|  | 4           | B Lock C Lock                         | 2                                     | 7           | [11]        |  |  |                  |                                       |                                       |                                |                                |   |     | 4          | B Lock C Lock                              | 3                                          | 6                                | [10]                             |     |   |        |        |        |        |        |  |
|  |             | A Huertas Del Pino C Huertas Del Pino | A Huertas Del Pino C Huertas Del Pino | 6           | 6           |  |  |                  |                                       | 2                                     | B Arias F Zeballos             | 6                              | 4 | [5] |            |                                            |                                            |                                  |                                  |     |   |        |        |        |        |        |  |
|  |             | S Galdós G Melzer                     | S Galdós G Melzer                     | 3           | 4           |  |  |                  | A Huertas Del Pino C Huertas Del Pino | A Huertas Del Pino C Huertas Del Pino | 65                             | 4                              |   |     |            |                                            |                                            |                                  |                                  |     |   |        |        |        |        |        |  |
|  |             | F Juárez JB Otegui                    | F Juárez JB Otegui                    | 4           | 2           |  |  | 2                | B Arias F Zeballos                    | B Arias F Zeballos                    | 7                              | 6                              |   |     |            |                                            |                                            |                                  |                                  |     |   |        |        |        |        |        |  |
|  | 2           | B Arias F Zeballos                    | B Arias F Zeballos                    | 6           | 6           |  |  |                  |                                       |                                       |                                |                                |   |     |            |                                            |                                            |                                  |                                  |     |   |        |        |        |        |        |  |